# 인생약여초견
《인생약여초견》(人生若如初见)은 2025년 방송중인 중국의 드라마이다.

## 등장 인물
- 리셴 - 량향 역
- 춘샤 - 추홍 역
- 위대훈 - 양카이즈 역
- 주유 (周游) - 이인준 역
- 주아문 (朱亚文) - 유천백 역
- 오월 (吴越) - 양모 역
- 이성유 (李成儒) - 송보전 역
- 강한 (姜寒) - 고매신 역
- 장멍제 - 소풍란 역
- 차오전위 - 아이신 교로 하라 역
- 류민도 (刘敏涛) - 효정경황후 역
- 호방생 (芦芳生) - 히라 다이치로 역
- 송닝펀 (宋宁峰) - 양일범 역
- 백객 (白客) - 자이펑 역
- 류미함 (刘美含) - 이주희 역
- 공령순 (孔连顺) - 재순 역
- 곽청 (霍青) - 체인 역
- 주지 (周知) - 송이태 역
- 시시 (施诗) - 설청 역
- 류길 (刘洁) - 지부태태 역
- 대의 (戴毅) - 맹부초 역
- 왕진 (王禛) - 타매 역
- 류혁철 (刘奕铁) - 송신 역

## 참고 사항
- 극중 추홍 역을 맡은 춘샤는 대호시광 이후 8년만에 복귀하는 작품이기도 하다.